# 363 Padua
363 Padua је астероид главног астероидног појаса са средњом удаљеношћу од Сунца која износи 2,746 астрономских јединица (АЈ).
Апсолутна магнитуда астероида је 9,01 а геометријски албедо 0,045.